# Sergio Ferrero
Sergio Ferrero di Muresanu (* 30. Juli 1942 in Bukarest, Rumänien) ist ein italienischer Künstler und Extremsportler.

## Leben
Ferrero wurde als Sohn eines Italieners und einer Rumänin geboren. Wenige Monate nach seiner Geburt zog die Familie nach Rom, wo er später Politikwissenschaft studierte. In der Öffentlichkeit wurde er zunächst als Playboy im Italien der 1970er bekannt.
1982 überquerte er in 24 Tagen den Atlantischen Ozean per Windsurfen; diese Leistung bescherte ihm einen Eintrag im Guinness-Buch der Rekorde. 1996 wurde er in Monterrey, Mexiko, Weltmeister im Ultradistanz-Triathlon (57 km Schwimmen, 2700 km Fahrrad, 633 km Laufen in 23 Tagen). Seine (nach eigener Darstellung) „Durchquerung“ der Wüste Sahara mit einem Kite und einem Mountainboard wird kontrovers aufgenommen, da sie in Nouakchott auf halber Nord-Süd-Höhe der Sahara begann und zudem keine überprüfbare Dokumentation vorliegt. Ferrero gilt als Erfinder des Quadrathlon, das den Disziplinen des Triathlon noch das Kajakfahren hinzufügt.
Sergio Ferrero verfasste zwei Bücher und ist auch als Maler hervorgetreten. Seine Werke werden heute u. a. in der von ihm 1973 in Rom gegründeten italienischen Galerie Centro Culturale Europeo ausgestellt.
Er lebt heute auf Ibiza, Spanien.